# BYD Frigate 07
O BYD Huweijian 07 (Chinese: 比亚迪护卫舰07), principalmente traduzido em fontes inglesas como o BYD Frigate 07 ou BYD Corvette 07  é um SUV crossover de tamanho médio fabricado pela fabricante chinesa BYD Auto. O segundo Veículo elétrico híbrido plug-in (PHEV) da nova série de veículos elétricos plug-in da BYD, o Frigate 07 é equipado com a tecnologia híbrida DM-i e a tecnologia híbridada adicional orientada para o desempenho DM-p dos PHEVs da série BYD Dynasty.

## Visão geral
Primeira Aparição e Lançamento: O BYD Frigate 07 foi inicialmente apresentado como o carro-conceito BYD X Dream no Salão do Automóvel de Xangai em 20 de abril de 2021. A versão de produção foi revelada no Salão do Automóvel de Chengdu em agosto de 2022, com o lançamento no mercado realizado em dezembro de 2022. Este modelo é o segundo veículo da série 'Warship' da BYD, que faz parte da linha de veículos híbridos plug-in (PHEVs) da série 'Ocean'.
Carregamento: O carregamento do BYD Frigate 07 pode ser feito de várias maneiras:
- Tomada residencial (AC): Pode ser carregado usando uma tomada comum de 3,3 kW.
- Carregamento AC Rápido: A versão com tração nas quatro rodas suporta um carregamento AC mais rápido, de 6,6 kW.
- Carregamento DC Rápido: Todas as versões do Frigate 07 suportam carregamento rápido DC, com opções de 40 kW ou 75 kW, dependendo da configuração.

Além disso, todas as versões do Frigate 07 possuem suporte para a função Vehicle-to-Load (V2L), que permite o fornecimento de energia para dispositivos externos, oferecendo até 6,6 kW.
Interior e Tecnologia: O interior do Frigate 07 é altamente tecnológico e inclui:
- Tela Principal Rotativa de 15,6 Polegadas (400 mm): A tela principal pode girar entre os modos paisagem e retrato, semelhante à do modelo Destroyer 05.
- Câmeras HD de 360 Graus: Para uma visão abrangente ao redor do veículo.
- Estacionamento Autônomo Controlado por Aplicativo: Permite que o carro estacione de forma autônoma.

Recursos Adicionais:
- Chave Digital NFC para iPhone: O Frigate 07 é compatível com a chave digital NFC do iPhone, oferecendo maior conveniência ao usuário.
- Sistema DiPilot de Assistência à Condução Inteligente: Inclui funções avançadas como frenagem ativa, manutenção de faixa, controle de cruzeiro adaptativo e reconhecimento e proteção de pedestres.
- Suspensões: É o primeiro modelo da BYD equipado com amortecedores de frequência variável (FSD) e suspensão traseira independente de quatro ligações.[2][3]

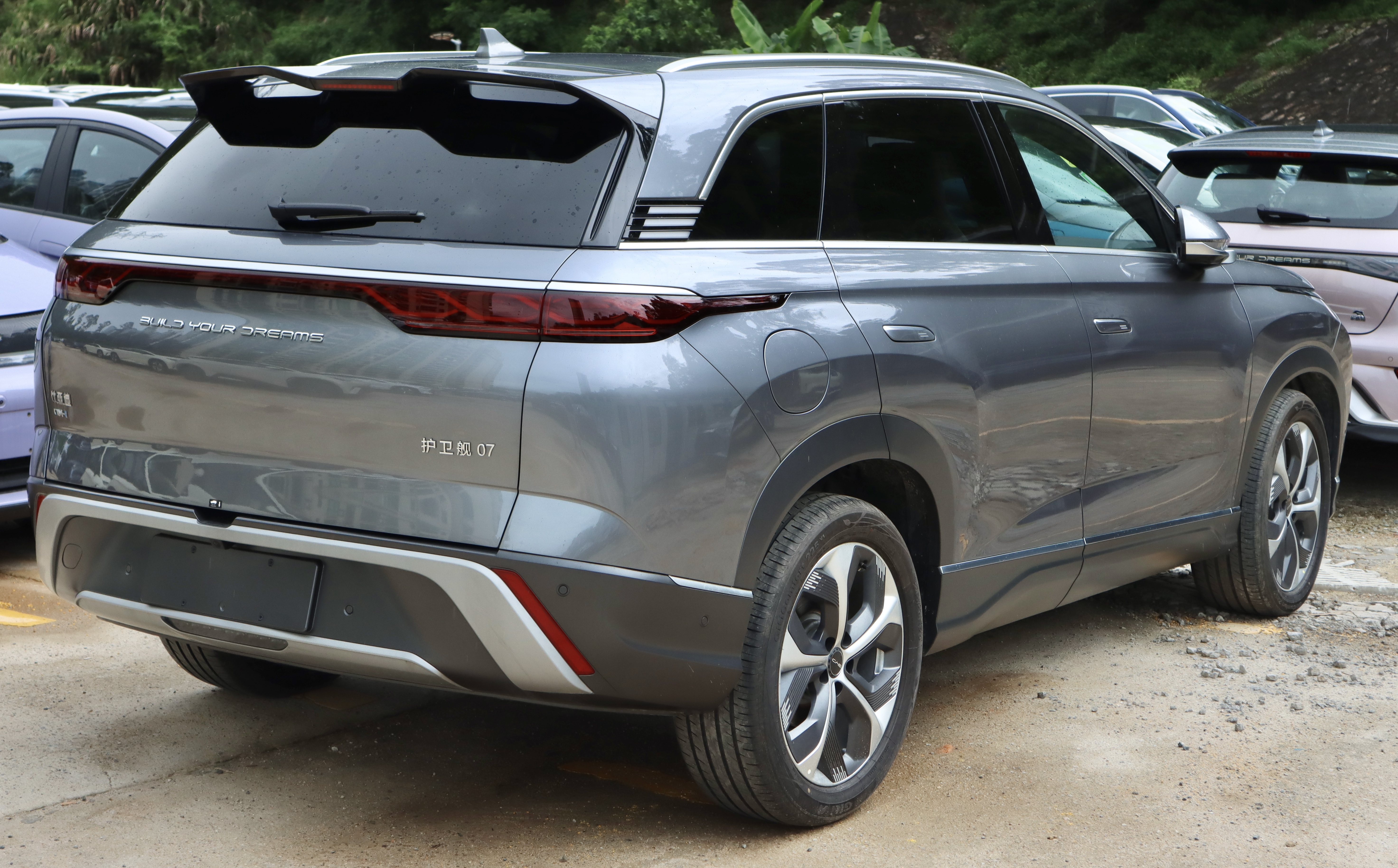
Vista retrovisória
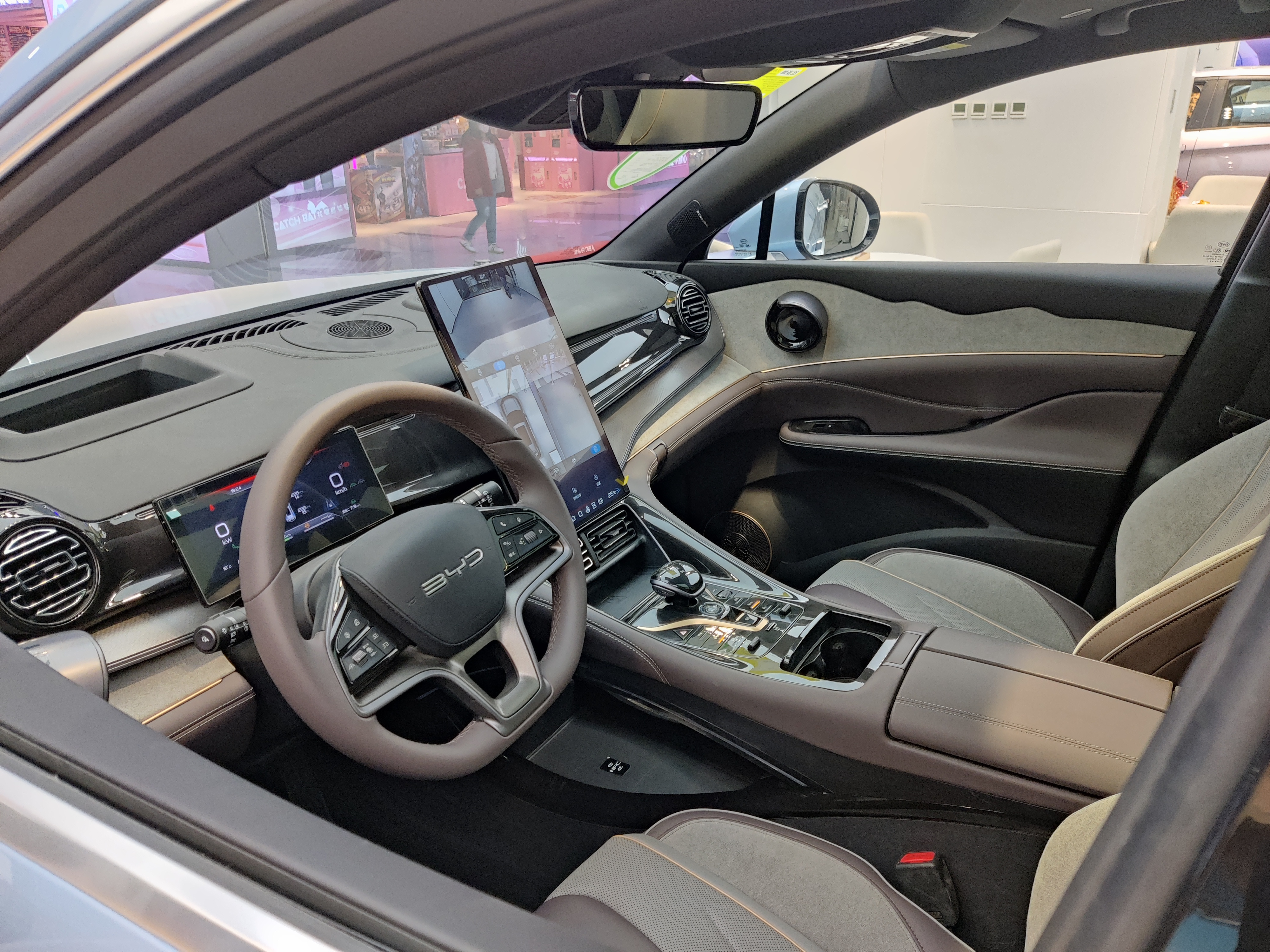
Interior

### Powertrain
O BYD Frigate 07 é equipado com o sistema híbrido EHS da BYD, disponível em duas variantes: DM-i e DM-p, cada uma com diferentes tamanhos de bateria.
- Motor e Combustível: Ambas as versões DM-i e DM-p possuem um motor a gasolina de 1.5 litros turboalimentado, ciclo Miller, que gera 102 kW (137 hp) e 231 Nm de torque. O motor também oferece 81 kW (109 hp) e é combinado com um tanque de combustível de 60 litros, proporcionando ao carro uma autonomia combinada de mais de 1.200 quilômetros e um consumo de combustível de 5,5 litros por 100 quilômetros.
- Versão DM-p (Tração Integral): Esta versão foca em desempenho, equipada com uma bateria Blade de lítio-ferro-fosfato de 36,8 kWh, que oferece uma autonomia elétrica de 170 quilômetros (WLTC). Com dois motores elétricos, a potência combinada é de 295 kW (396 hp) e 656 Nm de torque. A aceleração de 0 a 100 km/h é alcançada em 4,7 segundos.
- Versão DM-i (Tração Dianteira): Voltada para a economia de combustível, esta versão possui uma bateria Blade de lítio-ferro-fosfato de 18,3 kWh, proporcionando uma autonomia elétrica de 82 quilômetros (WLTC). O motor elétrico único gera 145 kW (194 hp) e 316 Nm de torque. A aceleração de 0 a 100 km/h é feita em 8,5 segundos.[4]